# Coulanges-la-Vineuse (tổng)
Tổng Coulanges-la-Vineuse là một tổng của Tỉnh của Yonne.

## Phân chia hành chính
Tổng Coulanges-la-Vineuse bao gồm các xã sau:
- Charentenay;
- Coulangeron;
- Coulanges-la-Vineuse;
- Escamps;
- Escolives-Sainte-Camille;
- Gy-l'Évêque;
- Irancy;
- Jussy;
- Migé;
- Val-de-Mercy;
- Vincelles;
- Vincelottes.